# ریو اوکوی
ریو اوکوی (انگلیسی: Ryo Okui؛ زادهٔ ۷ مارس ۱۹۹۰) بازیکن فوتبال اهل ژاپن است.
از باشگاه‌هایی که در آن بازی کرده‌است می‌توان به باشگاه فوتبال ویسل کوبه اشاره کرد.